# Алтын (денежная единица)
Алты́н, алты́нник — традиционный номинал русской денежной системы, первое упоминание о котором датируется 1375 годом. Первоначально применялся как счётная денежная единица, связывающая денежные системы нескольких княжеств с разными весовыми нормами денег. После централизации денежной системы в результате реформы Елены Глинской алтын равен 6 московским денгам (московкам) или 3 денгам новгородским (новгородкам). С 1654 по 1718 год алтын чеканился в реальной монете. Позже «алтын» — народно-обиходное название монеты достоинством «три копейки», а пятиалтынный — «пятнадцать копеек».

## Этимология

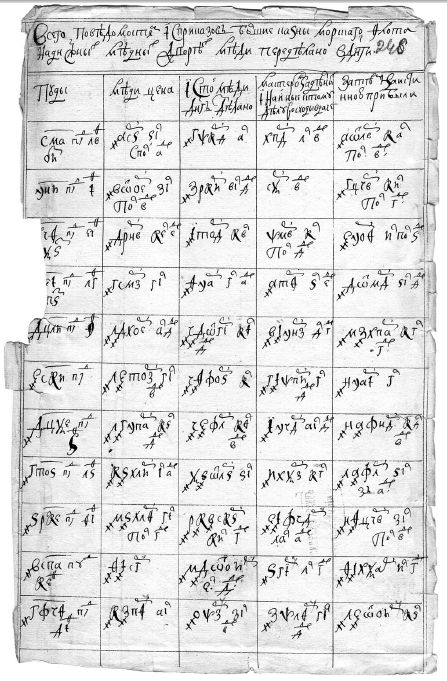
Акт передела меди в монету первой четверти XVIII в. Денежные единицы: рубль, алтын, денга

В русскоязычных источниках слово «алтын» впервые встречается в договоре 1375 года, подписанном московским князем Дмитрием Донским с тверским князем Михаилом Александровичем. Его этимологию, как правило, выводят от татарского слова «алты́н», означающего золото, или от татарского «алты́» — шесть (по словарю Я. К. Грота 1891 года — от тюркско-татарского алты тийен — дословно «шесть белок»). Первая версия была предложена востоковедом Александром Казембеком в Материалах для сравнительного и объяснительного словаря (опубликованы в 1854 году) и поддержана многими исследователями, в частности, филологом Максом Фасмером (см. Этимологический словарь русского языка), историком и археологом Германом Фёдоровым-Давыдовым. Автором второй версии считается историк Василий Татищев, она была озвучена в I части Лексикона российского исторического, географического, политического и гражданского (вышла в 1793 году), во второй половине XIX века её сторонником являлся Владимир Даль (см. Толковый словарь Даля), а в середине XX века — нумизмат Иван Спасский и археолог Валентин Янин.
В 1993 году, основываясь уже на хорошо изученном материале по истории денежного обращения Волжской Булгарии и Золотой Орды, нумизмат Всеволод Потин выводит происхождение русского алтына от татарской счётной денежной единицы «алтын», показывая, что в средневековом Булгаре так назывался счётный золотой динар и серебряная монета, равная шести ярмакам (джучидским дирхемам) или двум мискалям, каждый из которых равнялся шести даникам. Татарский нумизмат Азгар Мухамадиев отмечает, что слово «алтын» в древнетатарском языке могло использоваться как в значении «золото», так и счётной денежной единицы, кратной шести. Ещё одно его значение, которое находило поддержку в булгарской денежной системе и сохранилось в некоторых диалектах до наших дней, — «шестьдесят».
Существует версия, согласно которой слово «алтын» произошло от тюркского словосочетания «алты тийин», что дословно означает «шесть белок» (тин — название белки, а позже денежной единицы у многих тюркских народов). Эта версия была изложена во II томе Энциклопедического словаря Брокгауза и Ефрона (1890 года издания) и в академическом Словаре русского языка под редакцией Якова Грота (1891 года издания). Позже в работе «Алтын, его происхождение, история, эволюция», опубликованной в 1911 году, её поддержал нумизмат Владимир Трутовский, а в 1967 — тюрколог Игорь Добродомов.

## Алтын как счётная денежная единица
В реальной монете алтын долгое время не чеканился и использовался в качестве счётной денежной единицы. По мнению известного историка Древней Руси В. Л. Янина, в середине XIV века он был равен шести рязанским веверицам, трём московским резанам или двум джучидским дирхемам. Около 1380 года, когда началась собственная монетная чеканка в Москве и Рязани, один алтын был равен двум рязанским денгам (рязанка), которые появились как подражание дирхемам, или трём денгам московским (московка), которые первоначально были эквивалентны резанам. После 1410 года, когда начинается чеканка в Твери и Новгороде, к алтыну приравниваются четыре тверские денги и три денги новгородские (новгородка). Таким образом, через алтын происходило согласование разномастных местных денежных систем древнерусских княжеств, использовавших разные монетные стопы, между собой, а также с более древней гривенно-кунной денежной системой (векша-веверица и резана — важные её элементы) и денежной системой Золотой Орды. После реформы Василия Тёмного (середина XV века), когда вес московской денги был понижен вдвое, а рязанской, тверской и новгородской остался неизменным и при этом осталось прежним условное содержание серебра в счетном алтыне (2,37 грамма), денежная система древнерусских княжеств стала выглядеть так: 1 алтын = 2 рязанки = 3 новгородки = 4 тверских денги = 6 московок. Поскольку впоследствии именно московская денежная система стала господствующей, именно соотношение 1 алтын = 6 денег сохранялось на протяжении нескольких веков вплоть до наших дней.
По Янину, весовые нормы ранних монет трёх древнерусских княжеств и Новгородской республики можно свести в следующую таблицу (в последней колонке на основании гипотезы Янина реконструированы возможные пределы колебания содержания серебра в счётном алтыне):
| Период           | Масса и названия монет в граммах      | Масса и названия монет в граммах | Масса и названия монет в граммах | Масса и названия монет в граммах | Масса и названия монет в граммах |
| Период           | Рязань                                | Москва                           | Тверь                            | Новгород                         | Счётный алтын                    |
| ---------------- | ------------------------------------- | -------------------------------- | -------------------------------- | -------------------------------- | -------------------------------- |
| 1350—1360-е годы | Джучидский дирхем: 1,50—1,55          | Резана: 1,02                     | —                                | —                                | — (3,00—3,10)                    |
| 1370—1380-е годы | Джучидский дирхем, рязанка: 1,35—1,42 | Московка: 1,02                   | —                                | —                                | 2,73 (2,43—2,84)                 |
| 1380—1410-е годы | Рязанка: 1,35—1,42                    | Московка: 0,81—0,94              | —                                | —                                | 2,73 (2,43—2,84)                 |
| 1410—1420 годы   | Рязанка: 1,10—1,19                    | Московка: 0,70—0,79              | Тверская денга: 0,57             | Новгородка: 0,79                 | 2,37 (2,10—2,38)                 |

Другой известный исследователь древнерусской денежной системы Иван Спасский, соглашаясь с версией об использовании алтына в качестве счётного понятия, связывающего денежные системы нескольких княжеств с разными весовыми нормами денег, склонялся тем не менее к удвоению предложенной Янином пропорции: один алтын, по мнению Спасского, сразу был равен не двум, трём и четырём, а четырём, шести и восьми соответственно рязанской, московской и тверской денгам. То есть для Москвы алтын, по мнению Спасского, всегда был шестиденежным.
После реформы Елены Глинской 1534 года алтын стал равен 6 московским или 3 новгородским деньгам (копейным или копейкам). Хоть алтын и не укладывался в систему счётного рубля, который состоял из 200 московских денег (таким образом, 33 алтына и 2 деньги составляли один рубль), зато три рубля содержали 100 алтынов, что позволяло пользоваться им при денежных расчётах.
Производным от «алтын» является «пятиалтынный» — народное название монеты в 15 копеек, чеканка которой была впервые предпринята в 1764 году.
В апреле 2014 года на обсуждении планов  Евразийского экономического союза (ЕАЭС) было обозначено введение единой валюты ЕАЭС «не позднее 2025 года» с рабочим названием «алтын» как гипотетической денежной единицы союза.

## Алтын как монета

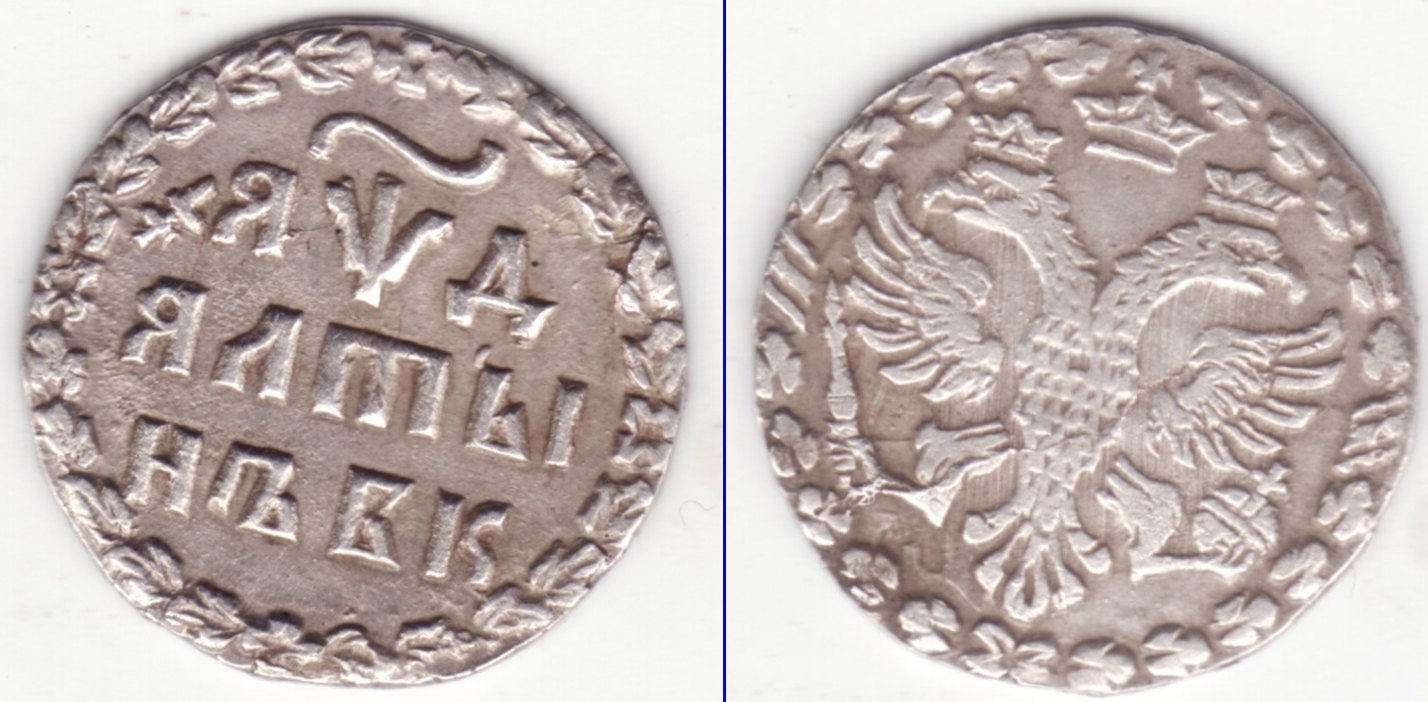
Алтын, 1704 год, серебро

Как реальную монету алтын впервые начали чеканить при Алексее Михайловиче в 1654 году из меди.
В 1704 году при Петре I началась чеканка алтынников из серебра, которая продолжалась вплоть до 1718 года.
В ходе денежной реформы 1839—1843 годов начали чеканить монеты с номиналом в 3 копейки, которые с тех пор стали традиционным номиналом Российской империи, а затем СССР.